# 球形捆绑
球形捆绑，是一种捆绑姿势。即将双腿弯曲并将大腿靠在胸部按压。由于该姿势会大腿按压腹部，可能会限制呼吸。
双手可以绑身体前面或后面，但绑在背后是比较典型的。如果绑在背后，可以对肘部进行束缚。这种捆绑方式令人感到舒适，使对象可以保持相当长一段时间。